# Atimura affinis
Atimura affinis är en skalbaggsart som beskrevs av Stefan von Breuning 1939. Atimura affinis ingår i släktet Atimura och familjen långhorningar. Inga underarter finns listade.